# Weißes Kloster (Sohag)

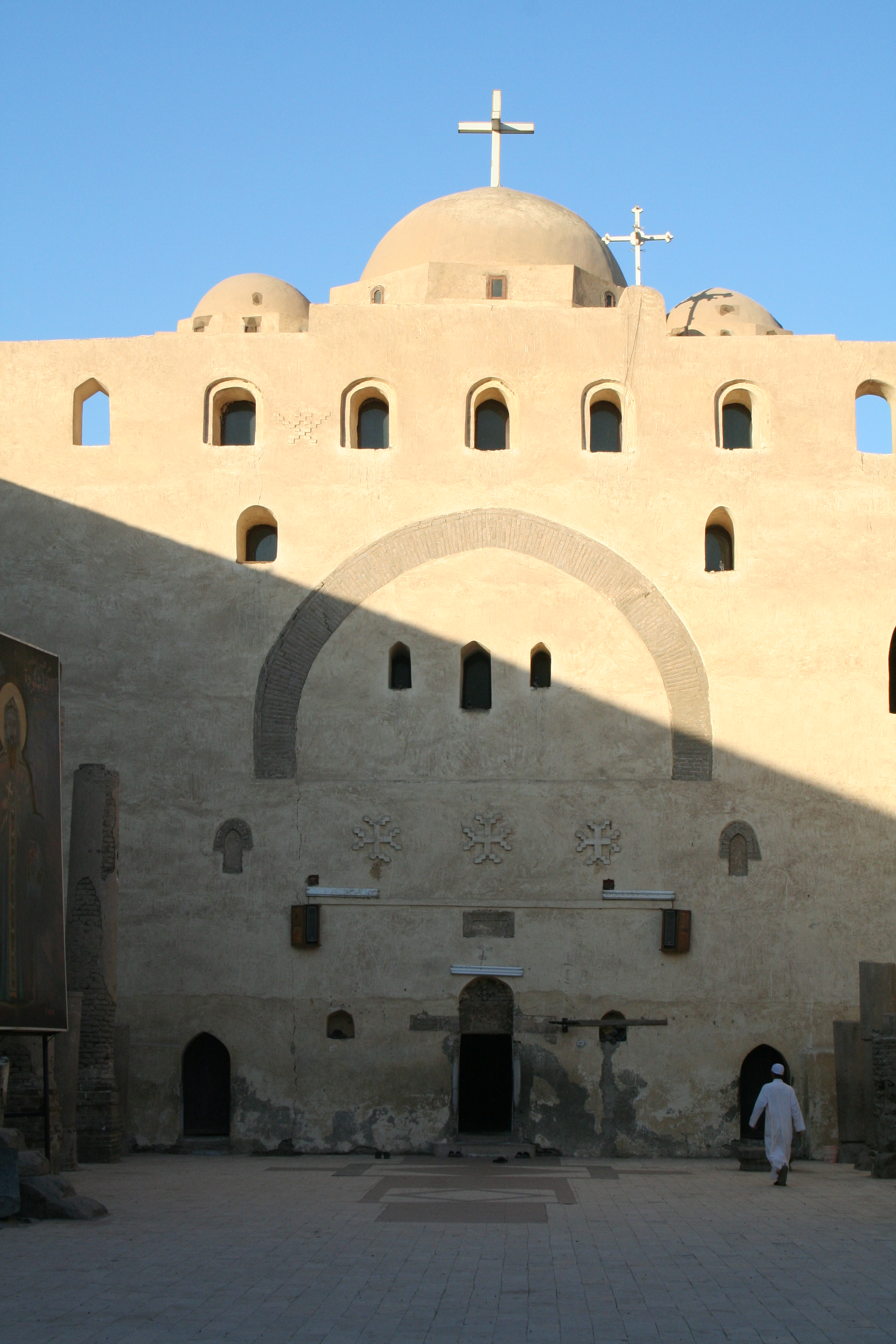
Kirche des Weißen Klosters, Außenansicht

Das sogenannte Weiße Kloster (Deyr el-Abiad), so der übliche Name des Schenute-Klosters von Atripe (Kloster des Aba Shenute, koptisch ⲙⲟⲛⲁⲥⲧⲏⲣⲓⲟⲛ ⲛ̀ⲧⲉ ⲁⲡⲁ ϣⲉⲛⲟⲩϯ), ist ein koptisch-orthodoxes Kloster. Das Kloster befindet sich rund 4 km südöstlich des Roten Klosters in der Nähe der oberägyptischen Stadt Sohag. Der Name des Klosters leitet sich von der Farbe des weißen Kalksteins seiner Außenmauern ab. Das Weiße Kloster ähnelt architektonisch dem Roten Kloster.

## Bibliothek
Als Bibliothek des Weißen Klosters bezeichnet man den einst reichen Buchbesitz des Klosters, der wichtigsten Quelle für die Erforschung des koptisch-sahidischen Schrifttums und der südägyptischen Liturgie. 
Die insgesamt etwa 10000 erhaltenen Blätter der heute fast ausnahmslos zertrümmerten Codices sind heute über die halbe Welt zerstreut. Diese Handschriften, soweit noch möglich, zu rekonstruieren sowie die überlieferten Texte zu edieren und zu untersuchen, ist eine wichtige Aufgabe der Koptologie.

### Zum Kloster
- Ugo Monneret de Villard: Les couvents près de Sohâg (Deyr el-Abiad et Deyr el-Ahmar). 2 Bände, Mailand 1925/1926.
- Hans Gerhard Evers, Rolf Romero: Rotes und weißes Kloster bei Sohag. Probleme der Rekonstruktion. In: Klaus Wessel (Hrsg.): Christentum am Nil. Internationale Arbeitstagung zur Ausstellung „Koptische Kunst“, Essen, Villa Hügel, 23.–25. Juli 1963: Christentum am Nil. Aurel Bongen, Recklinghausen 1964, S. 175–199.[1]
- Peter Grossmann und andere: The Excavation in the Monastery of Apa Shenute (Dayr Anba Shinuda) at Suhag. In: Dumbarton Oaks Papers 58, 2004 S. 371–382 (Digitalisat)
- Peter Grossmann und andere: Second Report on the Excavation in the Monastery of Apa Shenute (Dayr Anba Shinuda) at Sohag. In: Dumbarton Oaks Papers 63, 2009, S. 167–219 (Digitalisat).
- Louise Blanke: An archaeology of Egyptian monasticism. Settlement, economy and daily life at the White Monastery Federation. Yale Egyptology, New Haven CT 2019, ISBN 978-1-950343-00-3.

### Zur Bibliothek
- Dwight Wayne Young: Coptic manuscripts from the White Monastery. Works of Shenoute (= Mitteilungen aus der Papyrussammlung der Österreichischen Nationalbibliothek. NS 22). Hollinek, Wien 1993.
- Tito Orlandi: The Library of the Monastery of Saint Shenute at Atripe. In: Arno Egberts u. a. (Hrsg.): Perspectives on Panopolis (= Papyrologica Lugduno-Batava 31). Brill, Leiden 2002, S. 211–231 (Digitalisat).